# コルンバの三連祭壇画
『コルンバの三連祭壇画』（コルンバのさんれんさいだんが、蘭: Het Columba-altaarstuk、独: Columba-Altar、英: Saint Columba Altarpiece）は、初期フランドル派の画家ロヒール・ファン・デル・ウェイデンが1450年から1455年ごろに制作した祭壇画である。油彩。ケルンの聖コルンバ教会のために発注された作品で、現在はミュンヘンのアルテ・ピナコテークに所蔵されている。
聖コルンバ教会はファン・デル・ウェイデンの死から3年後の1467年に埋葬礼拝堂として設立された。シュテファン・ロッホナーが1440年代に制作し、ファン・デル・ウェイデンが見たことが知られている『ケルンの守護聖人の三連祭壇画』（Altarpiece of the Patron Saints of Cologne）からインスピレーションを得ている。本作品は15世紀から16世紀に頻繁に模写され、『ヤン・フロレインスの三連祭壇画』を含むハンス・メムリンクのいくつかの作品に影響を与えた。この三連祭壇画は19世紀の一時期にヤン・ファン・エイクの作とされていた。

## 作品
各板絵はイエス・キリストの幼少期に由来する場面が描かれている。これらの板絵は、左から右へ受胎告知（聖母マリアが大天使ガブリエルの訪問を受けたとき）、東方三博士の礼拝（マリアが馬小屋で出産したとき）、そしてキリストの神殿奉献（聖母マリアがエルサレム神殿で幼児のイエス・キリスのを差し出すとき）を描いている。各板絵において聖母マリアは青いローブで区別されている。両翼の裏側は無地の塗装で覆われており、当時典型的であった寄進者の肖像画が含まれていた形跡はない。

### 両翼パネル

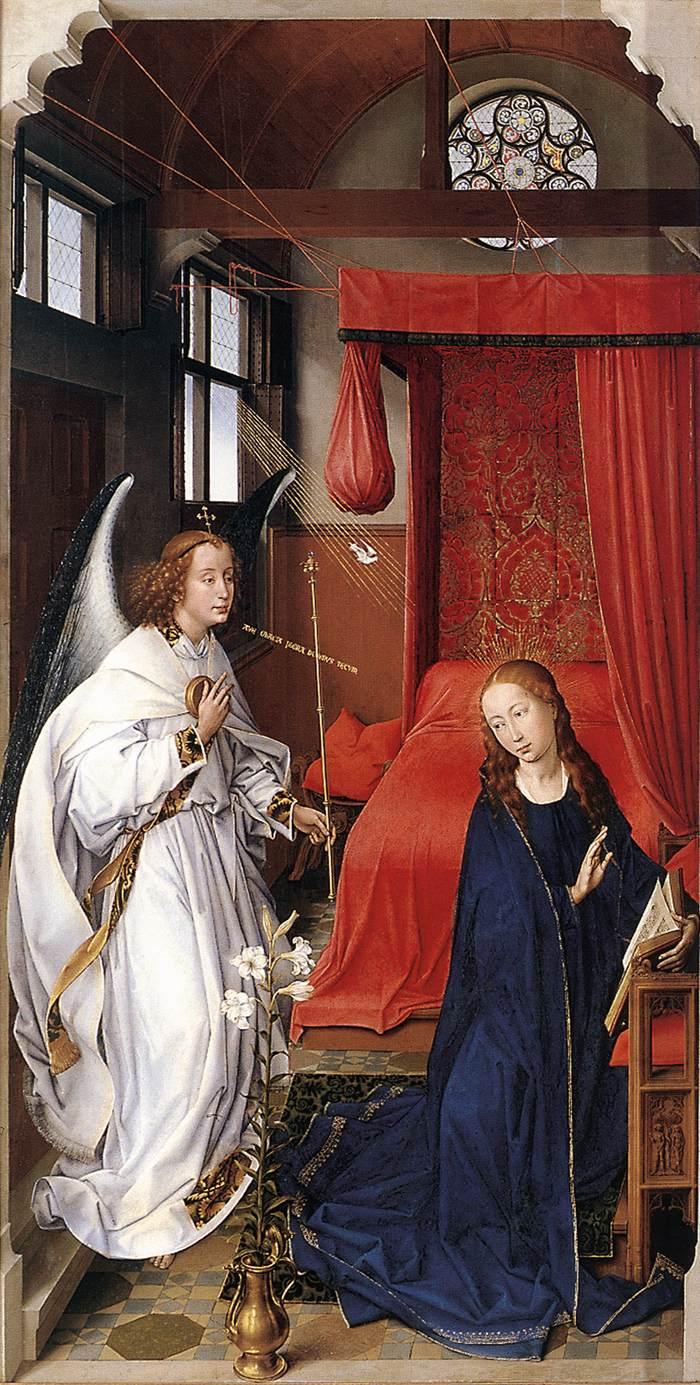
左翼の「受胎告知」。

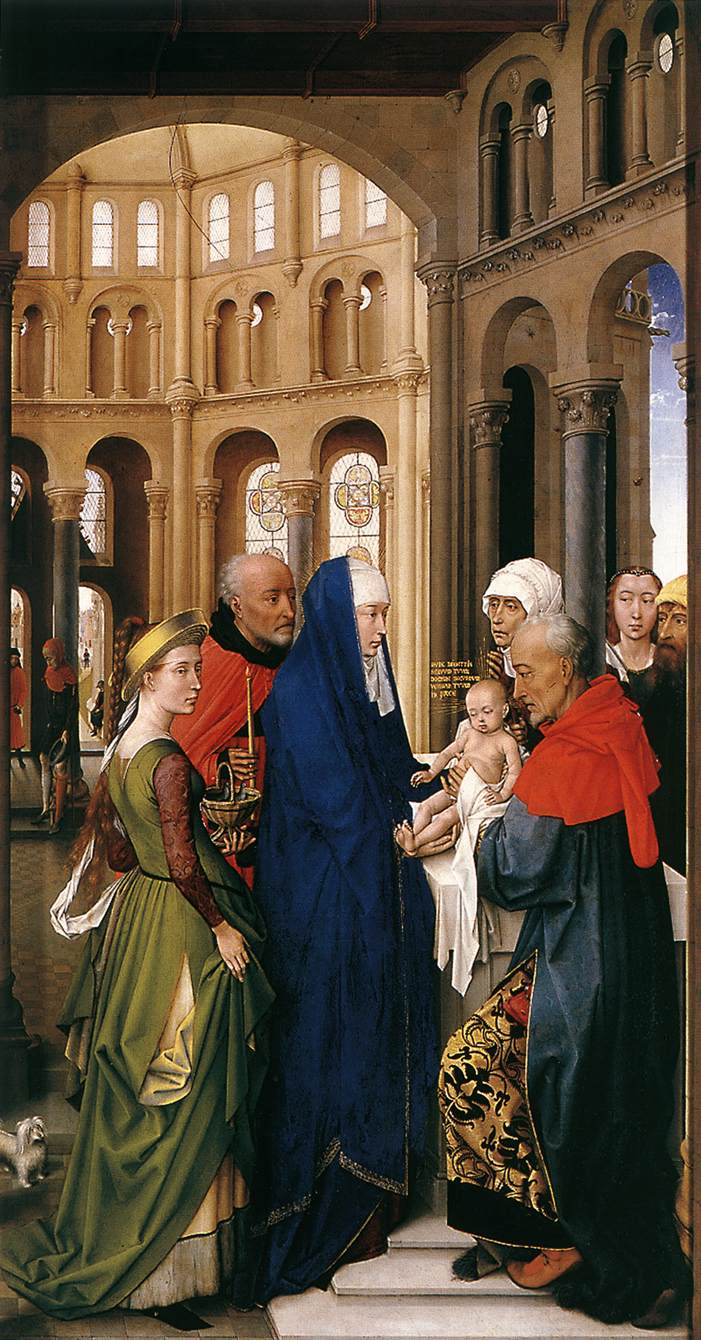
右翼の「キリストの神殿奉献」。

#### 左翼パネル
左翼パネルには「受胎告知」の場面が描かれており、そこでは聖母マリアは大天使ガブリエルからイエス・キリストを身ごもって産むことを告げられている。聖母は青いローブを着て、室内の赤いシーツが掛けられたベッドの前にひざまずいている。中央パネルと比べると、人物像は奥行きのない浅く狭い空間に配置されている。この点を説明するために多くの説が提案されており、その中には板絵がおそらく工房の一員によって制作された下絵の存在に基づいて大幅に修正されたか、あるいは画家がキャリアの初期の図像ないし試作品に基づいて描いたなどの説が含まれている。
板絵には宗教的な図像であふれている。聖母マリアが献身的にひざまずいている祈祷台の側面には人間の堕落が彫刻され、鑑賞者だけに見えるように配置されている。前景下部に置かれた金製の壺には白い百合の花が生けられている。

#### 右翼パネル
右翼パネルの神殿奉献の場面は、大胆で革新的な空間と遠近法を使用した八角形の建築物のエントランスの、記念碑的なアーチに囲まれた場所に描かれている。中央パネルの右端の壁は右翼パネルの建築物の外観を示しており、不調和な空間的、時間的な並置を作り出している。つまり三博士が礼拝した馬小屋はベツレヘムに、奉献が行われた神殿はエルサレムにあるが、それらは板絵を越えておそらく『旧約聖書』と『新約聖書』の間の橋渡しとして共存している。この革新的表現は祭壇画全体に物語が連続的に流れることを可能としている。この舞台装置は1452年ごろの『ブラック家の三連祭壇画』（Braque-triptiek）にも使用されている。

### 中央パネル

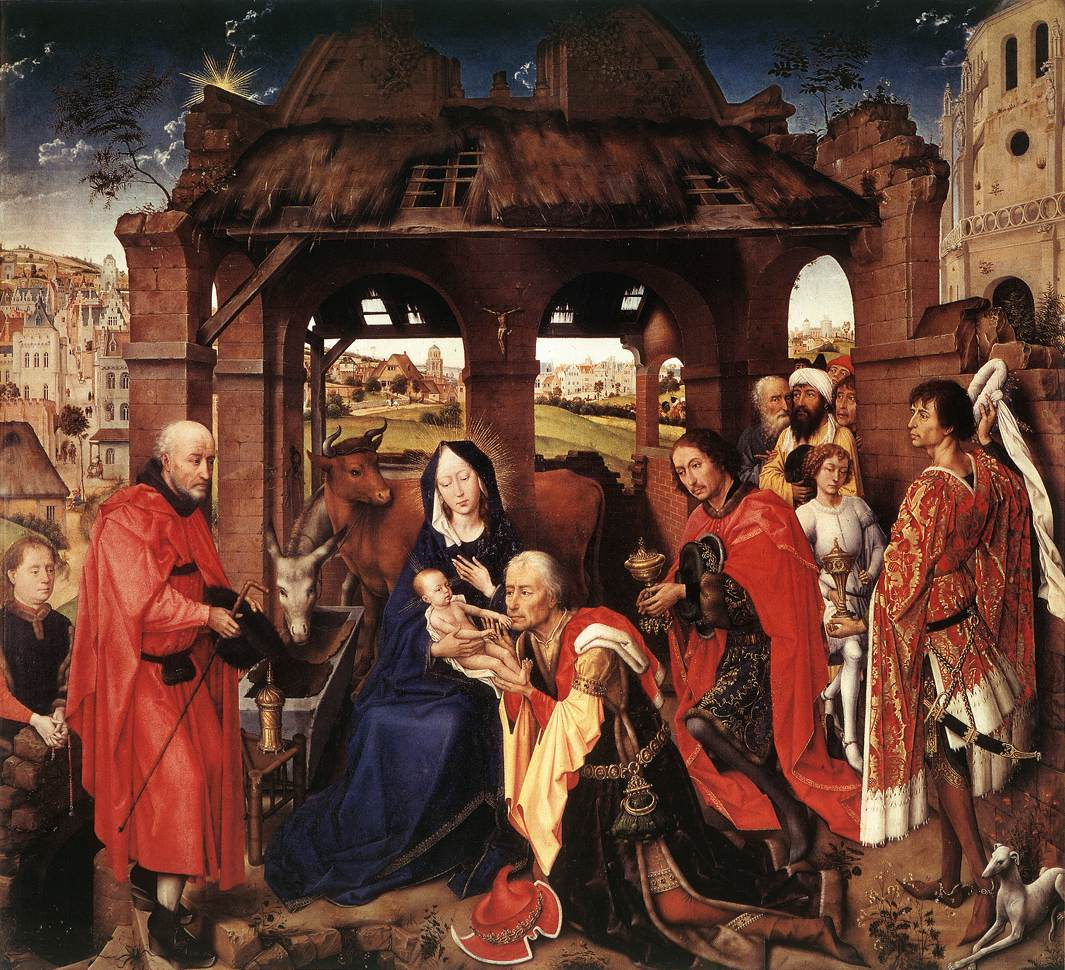
中央パネルの「東方三博士の礼拝」。

中央パネルは画面右側に配置された三賢者とその従者たちに囲まれた、聖母マリアと聖ヨセフの中心人物で占有されている。三博士は右上から左下へ、対角線にリズミカルな順序で配置されており、最年長のメルキオールは幼子キリストの脚を左手で支える一方で、幼子の手を口元に当てるためにひざまずいている。馬小屋は廃墟のように見えるが、前景の建築物とつながっている壁がある。
寄進者は画面左端の狭い空間に配置され、聖ヨセフの背後で窮屈そうにひざまずいている。彼はロザリオを持ち、小屋の壁にもたれかかっている。彼はキリスト降誕の敬虔な証人として描かれ、板絵の大部分の上部全体に広がる緻密に描かれた広大な都市景観の最も近い部分の前方に配置されている。画面右側の都市景観には、馬小屋に向かって下のほうへと曲がりくねった急勾配の坂道に沿って歩いているたくさんの小さな人々が含まれている。1816年にゲーテはこの都市の風景を「通りと家、喧騒と産業に満ちている」と表現した。
三博士の礼拝の場面はキリストの死の33年から36年前の出来事であるにもかかわらず、聖母の背後の柱には小さな十字架が掛けられている。
板絵中央部の上方の建築物は、おそらくベツレヘムであるが、ますます遠く離れた地平線へと急激に後退していく、都会という印象を与える画面左側のものよりもはるかに遠くにあるように見える。

## 来歴
祭壇画はおそらくケルン市長ゴダート・フォン・デム・ヴァッサーヴァス（Goddert von dem Wasservass）によって1460年代に設立されたと考えられているフォン・デム・ヴァッサーヴァス家礼拝堂にあったと、ケルンの聖コルンバ教会の1801年の目録に記載されている。発注者はケルンに住む著名な人物であったと考えるのが自然である。美術史家ローン・キャンベルは、現在知られている複製の数に基づいて、祭壇画がおそらく1801年まで私設礼拝堂から出たことはなかったとしている。1808年に祭壇画を購入したのはドイツの美術収集家の兄弟スルピス・ボアスレーとメルヒオール・ボアスレーである。彼らのコレクションは1827年にアルテ・ピナコテークのために購入された。

## ギャラリー
ディテール

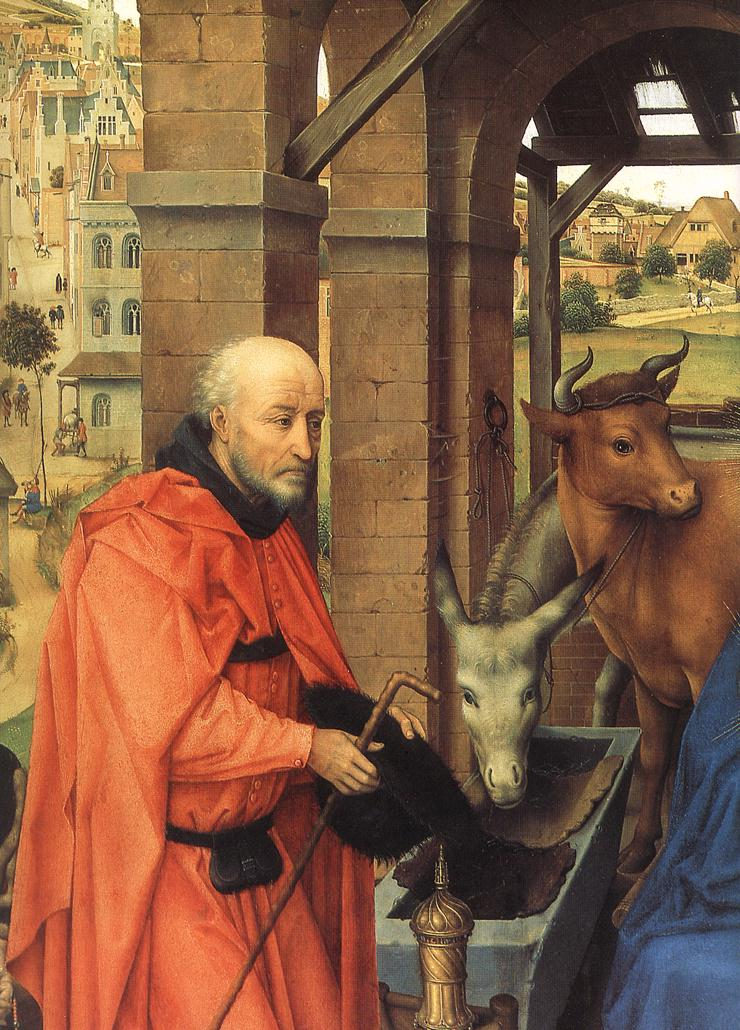
聖ヨセフ（中央パネル）
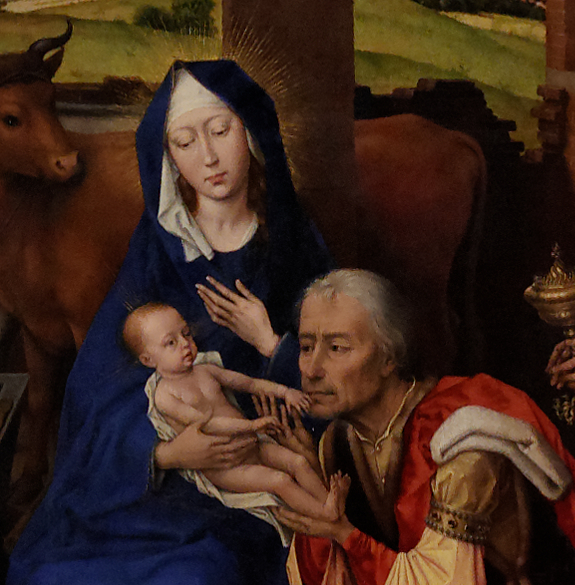
聖母子（中央パネル）
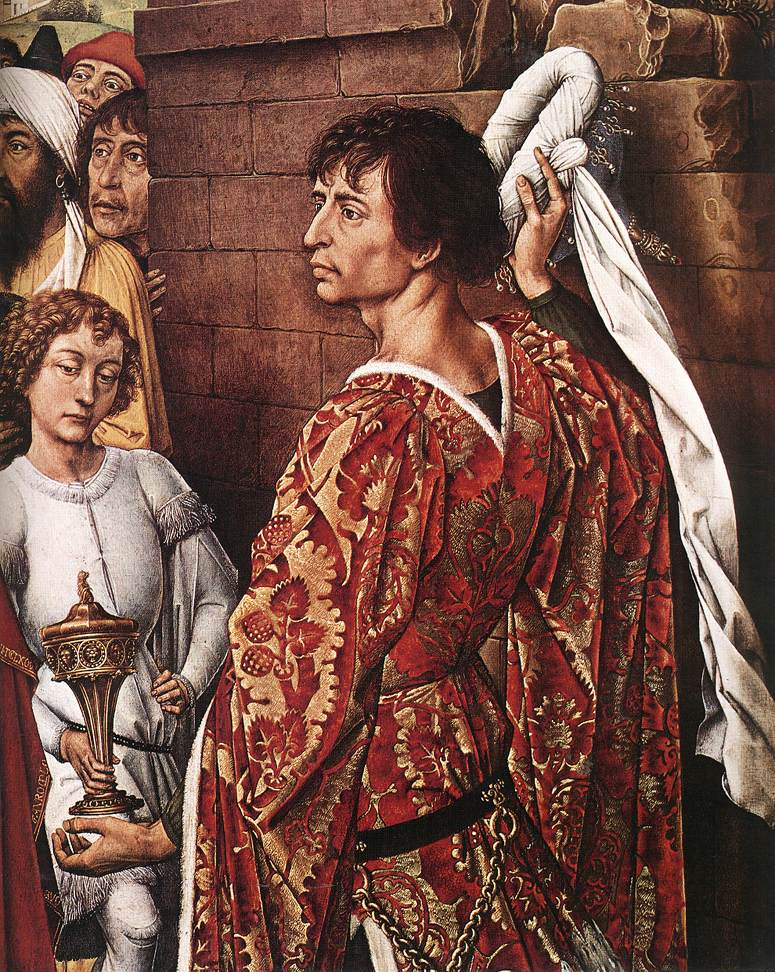
三博士の1人（中央パネル）

関連作品

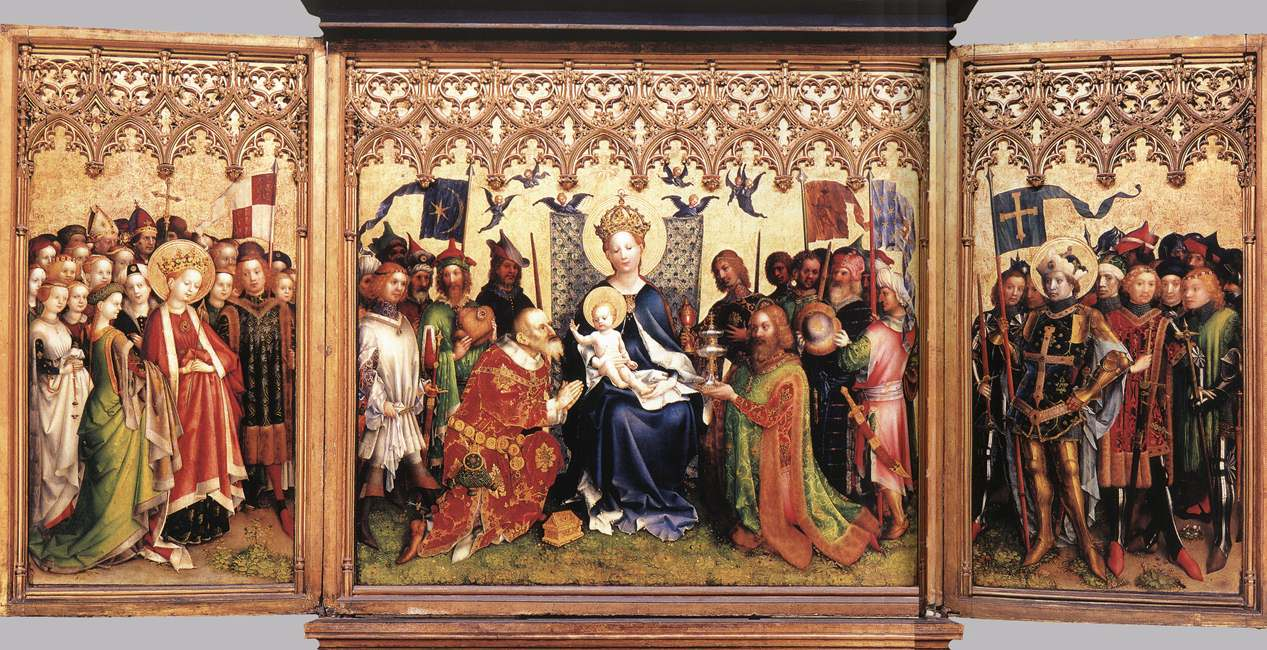
シュテファン・ロッホナー『ケルンの守護聖人の三連祭壇画』1440年代 ケルン大聖堂所蔵
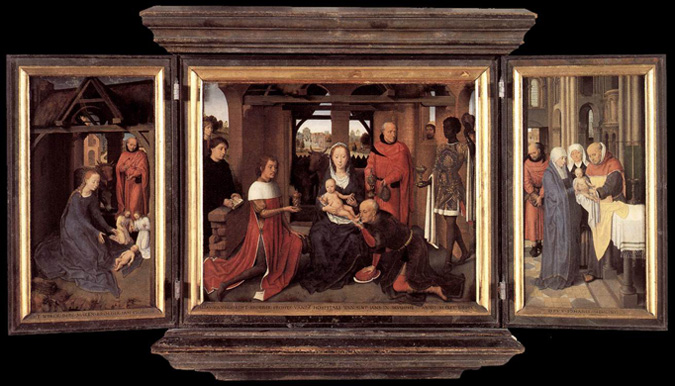
ハンス・メムリンク『ヤン・フロレインスの三連祭壇画』1479年 旧聖ヨハネ病院内ハンス・メムリンク美術館所蔵